# Kristýna Horská
Kristýna Horská, född 30 september 1997 i Prag, är en tjeckisk simmare.

## Karriär
Vid EM 2024 i Belgrad tog Horská guld på 200 meter bröstsim.